# Caudatoscelis collarti
Caudatoscelis collarti es una especie de mantis de la familia Amorphoscelidae.

## Distribución geográfica
Se encuentra en el Congo.